# منطقة عماريا
عماريا رمزها «UM» (بالإنجليزية: Umaria)‏ ، هو تقسيم إداري لدولة الهند تتبع ولاية مدية برديش (بالإنجليزية: Madhya  Pradesh)‏ ، مركزها هو مدينة عماريا (بالإنجليزية: Umaria)‏ عدد سكانها حسب تعداد سنة 2001 هو 515,851 ، مساحتها 4,062 كم² وكثافة السكان 127 لكل كم² .